# Сум, Петер Фридерик
Петер Фридерик Сум (дат. Peter Friderich Suhm; 18 октября 1728 года, Копенгаген — 7 сентября 1798 года) — датский историк.

## Биография
Окончил Копенгагенский университет и в 1751 году поступил на государственную службу, несколько лет проработав в отдалённом Тронхейме, — впрочем, ещё до этого, в 1750 году, Сум успел опубликовать сборник переводов «Золотой стих Пифагора, сентенции Публилия Сира и басни Федра» (дат. Pythagoræ gyldne Vers, P. Syri Sentenser og Phædri Fabler). Работая в Тронхейме, Сум подготовил свой первый исторический труд под названием «Попытка прибавлений к древней датской и норвежской истории» (дат. Forsøg til Forbedringer i den gamle danske og norske Historie; 1757), включающий очерки о Кнуде Великом, Эрике Великодушном, Эрике Памятливом и других исторических фигурах.
С 1781 года председатель Датского королевского общества по изучению отечественной истории (дат. Det kongelige danske Selskab for Fædrelandets Historie).